# Ален (Мичиген)
Ален (енгл. Allen) град је у америчкој савезној држави Мичиген.

## Демографија
По попису из 2010. године број становника је 191, што је 34 (-15,1%) становника мање него 2000. године.
| Група             | 2000.       | 2010.       |
| Белци             | 222 (98,7%) | 187 (97,9%) |
| Афроамериканци    | 0 (0,0%)    | 0 (0,0%)    |
| Азијати           | 0 (0,0%)    | 2 (1,0%)    |
| Хиспаноамериканци | 0 (0,0%)    | 0 (0,0%)    |
| Укупно            | 225         | 191         |